# Kapadocja (satrapia)
Uzasadnienie: celowe ze względu na również omawiane tam panowanie perskie w rysie historycznym (zatem zbędne tu wydzielanie w postaci osobnego hasła)
Kapadocja (ze staroperskiego: Katpatuka) – kraina Azji Mniejszej i satrapia perskiego imperium Achemenidów na obszarze pomiędzy górami Taurus a Eufratem. 
Satrapia należała do trzeciej kategorii podatkowej, co obligowało ją do płacenia władcom perskim około 360 talentów rocznie. Pierwszym znanym z imienia satrapą był Ariaramnes, który sprawujący ten urząd na początku panowania Dariusza Wielkiego. Jego następcy pozostają nieznani poza Gobriasem, przyrodnim bratem Kserksesa I, który sprawował rządy około 480 roku p.n.e. Za panowania Artakserksesa II została podzielona na Paflagonię i Kapadocję Właściwą. W 384 p.n.e. satrapą w Kapadocji Właściwej został Datames II, który na krótko podporządkował sobie Paflagonię. Później jednak jako współuczestnik buntu został prawdopodobnie na rozkaz Wielkiego Króla zgładzony. 
Mimo klęski Persów w wojnie z Aleksandrem Macedońskim, ówczesnemu satrapie Ariaratesowi I udało się zachować władzę do 322 p.n.e., kiedy został stracony po klęsce w walkach z Perdikassem. W 301 p.n.e. władzę odzyskał jego adoptowany syn Ariarates II Filopator. Jego rządy stanowią początek istnienia osobnego państwa hellenistycznego na terytorium dotychczasowej satrapii.